# مهرداد عبدی
مهرداد عبدی (زادهٔ ۲۲ مرداد ۱۳۷۱) بازیکن فوتبال اهل ایران است که در پست هافبک دفاعی برای باشگاه باشگاه فوتبال نساجی در لیگ برتر خلیج فارس بازی می‌کند.
وی سابقهٔ حضور در باشگاه‌های پارسه تهران، گل گهر سیرجان، سایپا و نساجی مازندران را در کارنامه دارد.وی در قهرمانی نساجی تاثیر زیادی داشت و تک گل نساجی به آلومینیوم را در فینال جام حذفی به ثمر رساند.

## افتخارات

### نساجی
- لیگ آزادگان
  - نایب‌قهرمان (۱): ۱۳۹۷–۱۳۹۶
- جام حذفی
  - قهرمان (۱): ۱۴۰۱–۱۴۰۰